# Gaëlle Enganamouit
Gaëlle Deborah Enganamouit (Yaoundé, 9 giugno 1992) è una calciatrice camerunese, attaccante del Málaga e della nazionale camerunese.

## Carriera

### Club
Dopo aver giocato ai massimi livelli nel campionato camerunese femminile di calcio con il Lorema Football club de Yaoundé, squadra con sede a Yaoundé, capitale e sua città natia, Gaëlle Enganamouit decide di cogliere l'opportunità di giocare in un campionato estero sottoscrivendo un contratto con lo Spartak Subotica per giocare in Prva Ženska Liga, il massimo livello del campionato serbo, dalla stagione 2012-2013. La squadra, grazie alla vittoria del campionato la stagione precedente, ha accesso anche alla stagione 2012-2013 della UEFA Women's Champions League, dove Enganamouit debutta il 26 settembre 2012, nella partita di andata dei sedicesimi di finale persa con il svedesi del Kopparbergs/Göteborg per 1-0. La sua scalata nel torneo viene interrotta proprio dalle svedesi che con il 3-0 nel ritorno eliminano la squadra dal torneo, tuttavia Enganamouit viene notata per le sue qualità dagli osservatori delle società scandinave e alla scadenza del contratto con il club serbo viene contattata dalla neopromossa Eskilstuna United, società con sede nell'omonima città, per giocare in Damallsvenskan, livello di vertice del campionato svedese. Si congeda quindi dallo Spartak Subotica dove contribuisce a conquistare il loro quarto titolo nazionale.
Con l'Eskilstuna United rimane due stagioni, congedandosi con un tabellino personale di 23 reti siglate in 40 incontri.
Nell'inverno 2015 trova un accordo con l'FC Rosengård per giocare la stagione 2016 di Damallsvenskan.
Dalla stagione 2017 si trasferisce alle cinesi del Dalian Quanjian.
Durante il successivo calciomercato invernale decide di tornare in Europa sottoscrivendo un contratto con l'Avaldsnes per giocare in Toppserien, il massimo livello del campionato norvegese, dalla stagione entrante. Scende in campo in 15 occasioni su 22 incontri di campionato, siglando 4 reti, a cui si aggiungono due presenze in Coppa di Norvegia 2018.
Scaduto il contratto con le norvegesi, durante il successivo calciomercato invernale Enganamouit decide di accettare la proposta del Málaga, squadra appena ritornata in Primera División, livello di vertice del campionato spagnolo, al fine di dare maggiore competitività alla squadra e risalire dalla parte bassa della classifica del campionato 2018-2019.

### Nazionale
Gaëlle Enganamouit viene convocata dalla Federazione calcistica del Camerun per rappresentare la nazione vestendo la maglia della nazionale femminile già dal 2010, nel campionato africano di categoria. Con la sua nazionale ottiene in quell'occasione un lusinghiero quarto posto conquistato nella finale con il Sudafrica, persa per 2-0, risultato migliorato due anni più tardi nell'edizione 2012, terzo posto, 1-0 sulla Nigeria, e ottenendo la finale nel 2014 che pur sconfitta ancora dalla Nigeria per 2-0 garantirà a lei e alle sue compagne la storica qualificazione alla fase finale di un campionato mondiale femminile di calcio all'edizione di Canada 2015.
Nel frattempo è convocata per rappresentare il Camerun nel torneo di calcio femminile ai Giochi della XXX Olimpiade, in Inghilterra. Inserita nel Gruppo E non riesce comunque a superare la prima fase del Torneo.
Inserita nella rosa della Nazionale in partenza per il Canada, realizza la sua prima rete e la sua prima tripletta nella partita giocata l'8 giugno alla Ecuador.
Nel 2016 partecipa alla Coppa delle Nazioni Africane femminile in cui la sua nazionale era qualificata di diritto essendone l'organizzatrice. Il Camerun arriverà fino in finale dove però viene sconfitta dalla nazionale Nigeriana per 1 a 0.
Nuovamente inserita in rosa dal CT Joseph Ndoko per l'edizione di Ghana 2018 della Coppa delle Nazioni Africane condivide il percorso della sua nazionale che vede raggiungere la finale per il terzo posto battendo per 4-2 l'outsider Mali e assicurandosi così l'accesso ai Mondiali di Francia 2019. Durante il torneo Enganamouit sigla al 54' la seconda delle tre reti inflitte all'Algeria nella fase a gironi ed è protagonista negativa nella semifinale con la Nigeria, che si laureerà poi campione d'Africa, dove arrivati ai tiri di rigore sbaglia il tiro dagli 11 metri compromettendo l'accesso in finale.
Il 9 giugno 2020, Gaëlle Enganamouit ha annunciato il suo 28 ° compleanno, la fine della sua carriera.

## Palmarès

### Club
- Campionato serbo: 1

Spartak Subotica: 2012-2013

### Individuale
- Capocannoniere della Damallsvenskan: 1

Eskilstuna United: 2015 (18 reti)
- African Women's Footballer of the Year: 1

2015